# Havelboden
Mit Havelboden, einem alten Flächenmaß in Hamburg, wurde eine Fläche bezeichnet, die eine Länge von 280 Fuß (Hamburger) und eine Breite von 20 Fuß (hamburger) hatte. 
- 1 Havelboden = 5600 Quadratfuß (Hamburger) = 4,599 Ar

Hamburg hatte einst rund 900 Havelboden Holzhafenfläche. Das war die Lagerfläche für Holz in sogenannten Holzhäfen und bildete flache im Boden mit Pfählen gerammte Bassins. Das Holz wurde während der Flut eingebracht und legte sich bei niedrigem Wasser auf Grund.